# Mooi River
Mooi River (afrikaans Mooirivier) ist eine Kleinstadt in der südafrikanischen Provinz KwaZulu-Natal. Sie befindet sich in der Gemeinde Mpofana im Distrikt uMgungundlovu. Mooi ist afrikaans und steht für ‚schön‘. Die Stadt heißt also ‚Schöner Fluss‘. 2011 hatte Mooi River 2874 Einwohner.
Das wichtigste wirtschaftliche Standbein ist die Landwirtschaft, hauptsächlich Viehzucht und Milchwirtschaft. Es werden auch Rennpferde gezüchtet. Die hier ansässigen Gestüte gehören zu den besten Südafrikas.

## Geografie
Mooi River liegt in den nördlichen Midlands direkt an der N3 und der Eisenbahnlinie von Johannesburg nach Durban. Die Stadt ist ungefähr 160 Kilometer von der Ostküste entfernt und befindet sich auf einer Höhe von 1371 Metern über dem Meeresspiegel. 30 Kilometer westlich beginnen die Drakensberge.
Die durchschnittliche Niederschlagsmenge in Mooi River beträgt 648 Millimeter. Der meiste Niederschlag fällt im Sommer (November bis März). Die geringste Niederschlagsmenge gibt es mit 2 Millimeter im Juni. Der meiste Niederschlag fällt im Januar (113 Millimeter). Die durchschnittliche Mittagstemperatur in Mooi River variiert von 16,3 °C im Juni bis zu 24,2 °C im Januar. Der kälteste Monat ist der Juni. Hier liegen die durchschnittlichen Tiefsttemperaturen nachts bei 0,6 °C.

## Geschichte
1852 wurde am Mooi River die erste Siedlung von Europäern gegründet. 1866 wurde sie offiziell Weston genannt, zu Ehren des damaligen Gouverneurs von Natal, Martin West.
1879 kaufte der Ire Alexander Lawrence die Farm Grantleigh etwas weiter flussaufwärts von Weston. Als 1884 die Eisenbahnstrecke von Durban nach Johannesburg gebaut wurde, führte sie über Lawrence’ Farm. Daraufhin gründete er auf dem Gebiet seiner Farm das Dorf Lawrenceville.
Während des Zweiten Burenkriegs gab es hier einige Scharmützel. Ein Lazarett mit 1500 Betten wurde eingerichtet.
1921 bekam der Ort das Stadtrecht und wurde in Mooi River umbenannt.

## Sehenswürdigkeiten

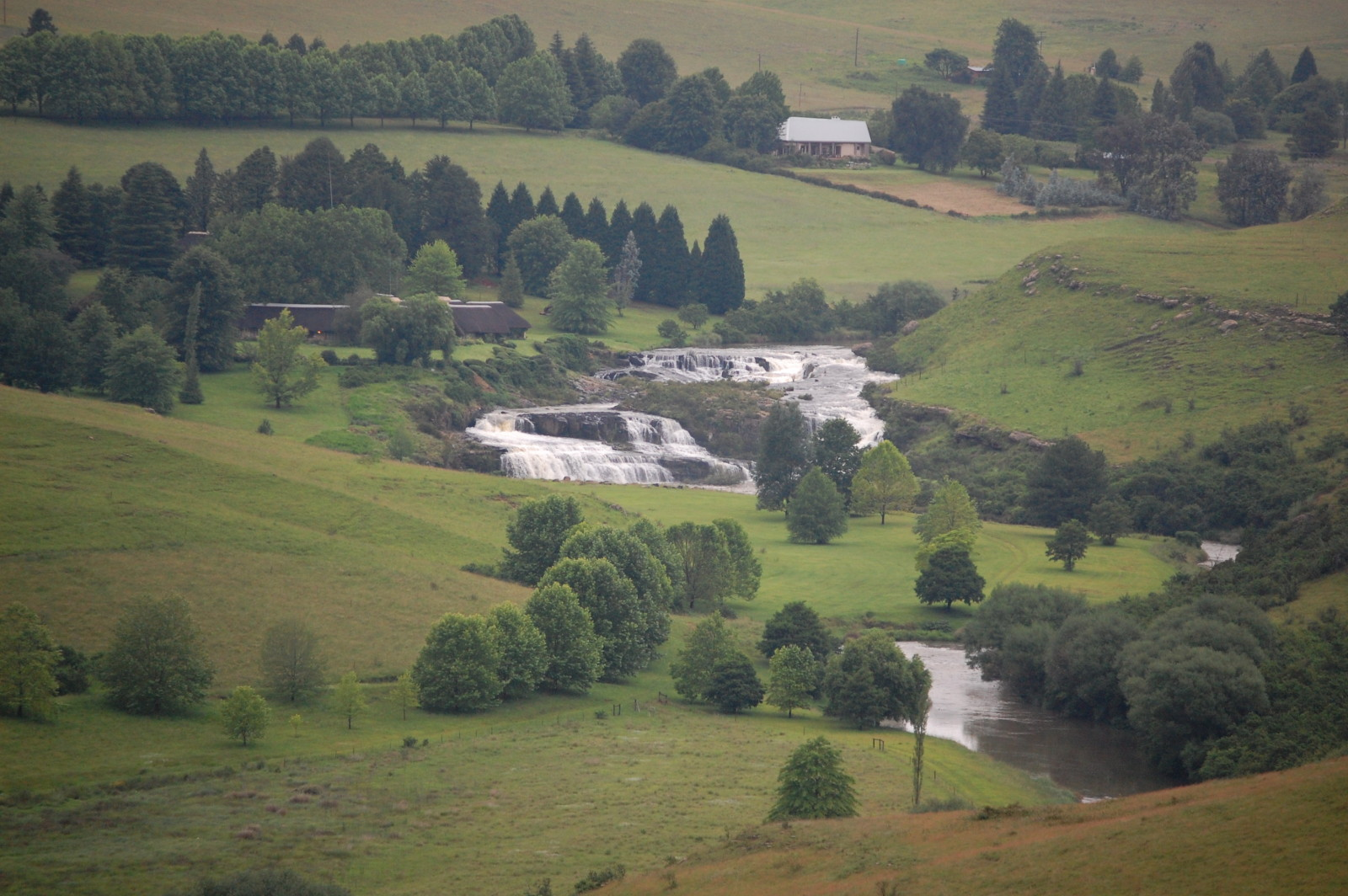
Die Mooi River Falls

- Die Mooi River Falls sind ein 80 Meter hoher und 50 Meter breiter Wasserfall in der Nähe der Stadt.[4]
- Außerhalb der Stadt liegt der Craigieburn-Stausee. Hier gibt es Campingplätze.[3]

## Persönlichkeiten
- Candice Swanepoel (* 1988), Model, geboren und aufgewachsen in Mooi River